# Małgorzata Zwierzchowska
Małgorzata Zwierzchowska (ur. 1 lipca 1961 w Łodzi, zm. 12 września 2013 w Warszawie)  – polska piosenkarka i flecistka, znana głównie z występów z Aleksandrem Grotowskim. Jako duet, Grotowski i Zwierzchowska wykonywali piosenki skomponowane do tekstów Andrzeja Waligórskiego i Artura Andrusa.
Zmarła po ciężkiej chorobie 12 września 2013 r., i 18 września tego samego roku została pochowana na cmentarzu katolickim przy ulicy Ogrodowej w Łodzi.

## Dyskografia
- Olek Grotowski i  Małgorzata Zwierzchowska – Zachwycenie (1991, MC)
- Olek Grotowski i Małgorzata Zwierzchowska – Export-import – Ballady Andrzeja Waligórskiego (1991, MC)
- Olek Grotowski i Małgosia Zwierzchowska – Wampirek (1993, MC)
- Olek Grotowski i Małgorzata Zwierzchowska – Wybór (1994, MC)
- Olek Grotowski i Małgorzata Zwierzchowska – Transatlantyki (1996, MC)
- Olek Grotowski i Małgorzata Zwierzchowska – Największe hity (1997, MC/CD)
- Olek Grotowski i Małgorzata Zwierzchowska – Uśmiech Giocondy (2000, MC/CD)
- Olek Grotowski i Małgorzata Zwierzchowska – Moment (2005, CD)
- Olek Grotowski Małgorzata Zwierzchowska – Wampirek (2006, CD)
- Małgosia Zwierzchowska i Olek Grotowski – Kociopiryna (2013, CD)